# Geschiedenis van Canada
De geschiedenis van Canada begint met de intocht van mensen die vanuit de Beringlandbrug vanuit Azië Noord-Amerika binnentrekken. Over de precieze tijd waarin dit gebeurde is geen zekerheid; de eerste sporen van menselijke aanwezigheid dateren van zo’n 20.000 tot 25.000 jaar geleden. Dit artikel behandelt de geschiedenis van het gebied dat met het huidige Canada samenvalt.

## Vóór de komst van de Europeanen
Circa 5500 v.Chr. bouwden leden van de nomadische Maritiem-Archaïsche cultuur de grafheuvel van L'Anse Amour aan de kust van het oostelijke schiereiland Labrador. Het is de oudst gekende grafheuvel op het Amerikaanse continent. Twee gelijkaardige vroeg-Maritiem-Archaïsche grafheuvels uit ca. 5000 v.Chr. werden door archeologen ontdekt op South Aulatsivik Island, een groot eiland voor de kust van Labrador.
Het gebied dat vandaag Canada wordt genoemd werd eeuwenlang bewoond door verschillende inheemse bevolkingsgroepen, zoals de Inuit in het uiterste noorden, de Innu en Mi'kmaq in het oosten en de Beothuk op Newfoundland.

## Komst van de Europeanen

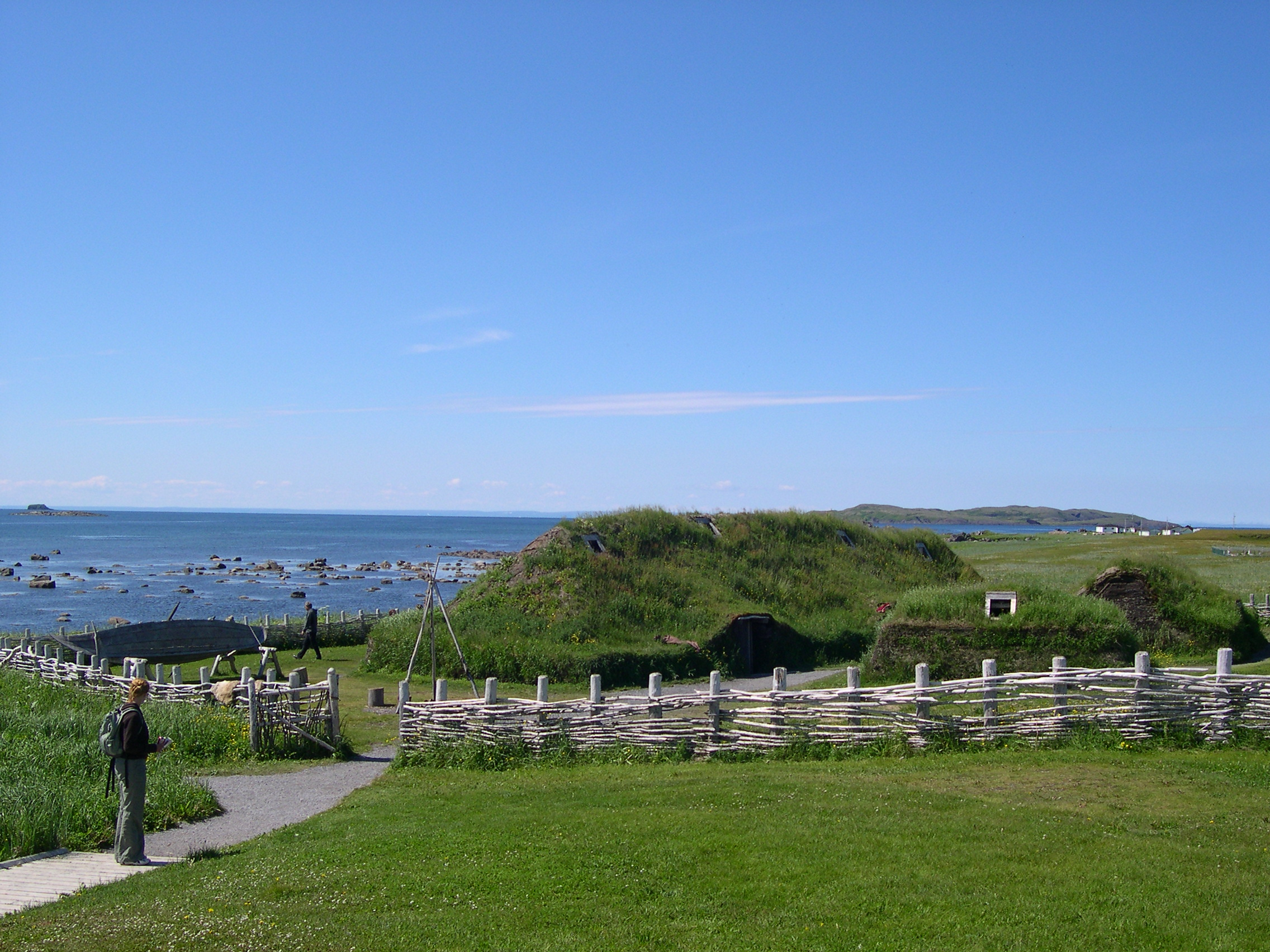
Vikingkolonie te L'Anse aux Meadows.

Bijna 500 jaar eerder dan Christoffel Columbus' ontdekking van de Nieuwe Wereld, waren het de Vikingen die Groenland en later ook Noord-Amerika zelf verkenden en zich er trachtten te vestigen. Bij opgravingen in L'Anse aux Meadows op Newfoundland zijn de restanten van een Noorse nederzetting aangetroffen die van rond het jaar 1000 stamt.
Reeds enkele jaren na Columbus' eerste tocht was het John Cabot die in 1497 de oostkust van het huidige Canada verkende en het voor koning Hendrik VII van Engeland claimde. Met zijn schip de Matthew zeilde Cabot langs de kust van Noord-Amerika van Labrador zuidwaarts tot aan de Chesapeake Bay. Het waren echter de Fransen die in de 16e eeuw serieus het achterland van Canada begonnen te verkennen; Jacques Cartier was de eerste in 1534. Frankrijk stichtte in 1605 de eerste nederzettingen in wat nu Port Royal is en in 1608 de stad Québec. De eerste permanente Britse nederzetting in het hedendaagse Canada was de op Newfoundland gelegen plaats Cupids (1610).

## Nieuw-Frankrijk

Kaart van Nieuw Frankrijk gemaakt door Samuel de Champlain rond 1612

De eerste Franse pogingen om voet aan de grond te krijgen in Canada verliepen moeizaam en enkele nederzettingen mislukten. De Franse aanwezigheid in Canada (Nieuw-Frankrijk genaamd) groeide echter langzaam in de jaren nadat de eerste permanente nederzettingen waren gesticht en de slechts enkele duizenden pioniers vestigden zich voornamelijk langs de Saint Lawrence en langs de kust. Het was alleen katholieken toegestaan zich in Nieuw-Frankrijk te vestigen, voor anderen was dat verboden.

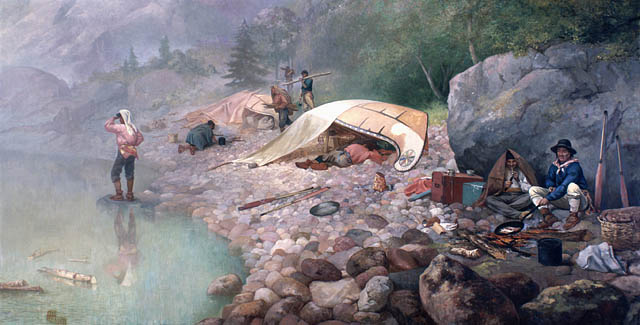
’’Voyageurs’’ drijven handel

Landbouw en visserij waren aanvankelijk de hoekstenen van de economie en Franse handelaars (Voyageurs) drongen diep het achterland binnen en dreven handel in onder andere beverpelzen. Missionarissen poogden intussen de Indianen die rond de Grote Meren leefden tot het katholieke geloof te bekeren. De Engelsen hadden zich intussen te Newfoundland en het zuiden van Nova Scotia genesteld alsmede rond de in 1610 door Henry Hudson ontdekte Hudsonbaai. Al snel laaiden er conflicten op tussen de Fransen en de Engelsen onderling alsmede tussen de Europese kolonisten en de oorspronkelijke indianenstammen als de Algonquin en de Iroquois. Deze conflicten liepen voor de oorspronkelijke bewoners meestal slecht af en de door de Europese pioniers meegebrachte ziekten eisten eveneens hun slachtoffers onder de Indianen.

### Conflicten en neergang

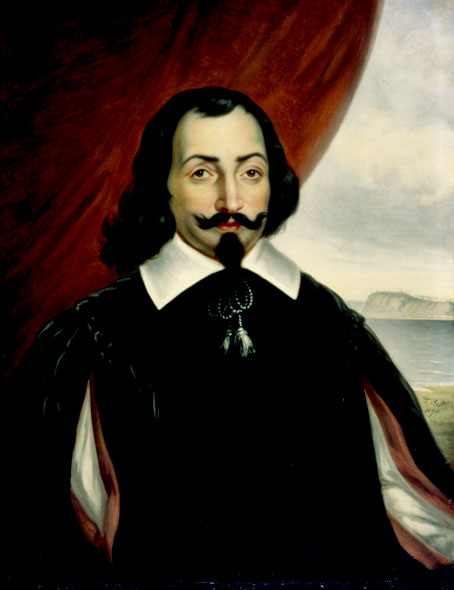
Samuel de Champlain, ontdekkingsreiziger en gouverneur van Nieuw-Frankrijk

In 1629 werd Québec door de Engelsen bezet en het duurde tot 1632 voordat Frankrijk weer de controle over Nieuw-Frankrijk verkreeg. In 1663 maakte koning Lodewijk XIV van Frankrijk van Nieuw-Frankrijk een kroonkolonie en provincie van het moederland met een gelijksoortige staatsinrichting als deze van Frankrijk. De in de late 17e eeuw en vroege 18e eeuw woedende oorlogen tussen de Engelsen en de Fransen in Noord-Amerika zoals de King William’s War en de Queen Anne’s War resulteerden in verlies van grondgebied voor Nieuw-Frankrijk. Hoewel Québec behouden bleef voor Frankrijk, vielen Newfoundland en delen van Acadië (nu Nova Scotia) bij de Vrede van Utrecht in 1713 in Britse handen. Frankrijk behield evenwel het strategisch belangrijke Ile-Royale, waar zij het enorme fort Louisbourg bouwden, evenals visserijrechten voor een deel van Newfoundlands kust (de zogenaamde "Franse kust").
De Franstalige bevolking van Acadië weigerde zich te onderwerpen aan de Britten en in 1755 werden 12.000 van hen gedeporteerd. Een groot gedeelte van deze mensen vestigde zich uiteindelijk in Louisiana waar hun nazaten, de Cajun, nu nog wonen.
In 1756 echter brak de Franse en Indiaanse oorlog uit, een conflict dat behalve in de Amerikaanse koloniën ook in Europa zelf werd uitgevochten en daar de Zevenjarige Oorlog werd genoemd. Québec werd vanaf zee belegerd terwijl een Brits leger onder generaal James Wolfe de Fransen een nederlaag te land bezorgde. In september van dat jaar viel Québec ten prooi aan de Engelsen terwijl een jaar later bijna geheel Nieuw-Frankrijk in Engelse handen viel. Op 10 februari 1763 werd de Vrede van Parijs getekend en gaf Frankrijk officieel al zijn gebieden in Noord-Amerika ten gunste van de Britten op, behalve de eilanden Saint-Pierre en Miquelon.

## Britse overheersing
Na de Britse overwinning in de Franse en Indiaanse Oorlog verkreeg het Verenigd Koninkrijk aldus de controle over ruim 50.000 Franstalige bewoners. In tegenstelling tot de deportaties van 1755 echter werd ditmaal gehoopt dat de Fransen zich in de gemeenschap zouden integreren. Teneinde dit in de hand te werken werd in 1774 middels de Québec Act de provincie Québec gecreëerd en werd tevens het Franse burgerlijk recht en het Rooms-katholieke geloof erkend.
Een jaar later zou de Amerikaanse Onafhankelijkheidsoorlog uitbreken in de Britse koloniën ten zuiden van Canada. Québec werd korte tijd strijdtoneel en de Amerikanen bezetten enige steden in de provincie in de hoop Canada bij de revolutie te betrekken. Uiteindelijk werden zij echter uit Québec verdreven en de provincie bleef trouw aan de Britse Kroon. Vele Québecois meldden zich vrijwillig aan ten zijde van de Amerikanen. Met de Vrede van Parijs (1783) erkenden de Britten de onafhankelijkheid van de Verenigde Staten. Tijdens en vooral na de Amerikaanse Revolutie kreeg Canada te maken met een instroom van Britse loyalisten die de jonge Verenigde Staten ontvluchtten. Zo’n 50.000 van hen vestigden zich in Brits Noord-Amerika. Met de Constitutional Act van 1791 werd het land opgesplitst in Opper-Canada (nu Ontario) en Beneden-Canada (nu Québec).

### Oorlog van 1812

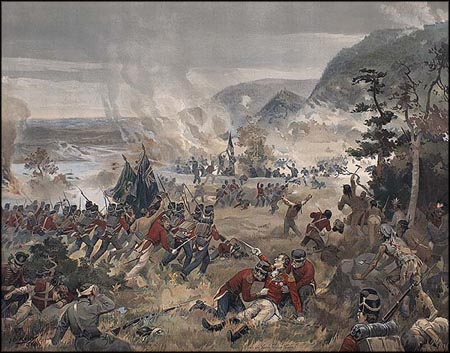
De Slag bij Queenston Heights in 1813

In 1812 brak er opnieuw oorlog uit in Noord-Amerika, tussen het Verenigd Koninkrijk en de Verenigde Staten en opnieuw werd Canada het strijdtoneel. In 1812 en 1813 vielen Amerikaanse troepen Canada binnen en bezetten onder andere Fort York, het latere Toronto. Tevens verkregen de VS de controle over de Grote Meren na de Slag om het Eriemeer te hebben gewonnen. De Amerikanen hoopten, net zoals bij de Onafhankelijkheidsoorlog een generatie eerder, Canada bij de oorlog te betrekken maar hoewel een deel van de Canadese bevolking de invasie goedgezind was, ontbrak er voldoende steun daar vooral de loyalisten en de Franstaligen geen deel wilden gaan uitmaken van de VS. Omgekeerd vielen de Britten de VS binnen vanuit Canada maar werden op hun beurt teruggedreven. Hoewel de oorlog militair geen overwinnaar kende, was de politieke en morele winnaar de VS, een land dat zijn onafhankelijkheid bekrachtigde en zich definitief van de Britten ontdeed. In Canada echter werd en wordt de oorlog van 1812 gezien als een overwinning tegen een Amerikaanse invasie en is hij nog steeds belangrijk voor de Canadese nationale psyche.

## Canada krijgt vorm
In de periode na de Oorlog van 1812 ontstond er onder de Canadese bevolking de behoefte aan meer eigen politieke identiteit en een meer onafhankelijke koers, los van het moederland. Er waren twee stromingen die de meeste aanhangers kenden: de ene die zelfbestuur in de interne aangelegenheden wilde verkrijgen en een andere stroming die geheel onafhankelijk wilde worden en een republiek naar Amerikaans of Frans voorbeeld wilde oprichten in Canada.
Een van de meer radicale hervormers was Louis-Joseph Papineau die als lid van de koloniale wetgevende vergadering in Lower Canada hervormingen trachtte door te voeren die door de Britse autoriteiten echter in de wind werden geslagen. In 1837 en 1838 laaiden deze hervormingspogingen op en braken er diverse gewapende opstanden uit in zowel Lower Canada als Upper Canada. Deze opstanden werden snel en bloedig door de Britten neergeslagen en diverse leiders van de opstandelingen, waaronder Papineau, vluchtten naar de Verenigde Staten. Tegelijkertijd trachtten Ierse immigranten tevergeefs het zuidwesten van Upper Canada, het gebied rond het huidige Windsor, Ontario, in te nemen om er een zelfstandige kolonie te vestigen.
In 1838 werd lord Durham aangesteld als de nieuwe gouverneur-generaal in Brits Noord-Amerika en hij kreeg als taak de oorzaak van de opstanden te onderzoeken. Zijn in 1839 opgestelde rapport Report on the Affairs of British North America (Rapport aangaande de toestand van Brits Noord-Amerika) stelde dat in zijn ogen de hoofdoorzaak van de opstanden de wrijving was die er tussen de Franstalige en Engelstalige bevolkingsgroepen bestond en dat een unie tussen de twee de enige oplossing was. Zo kon, zei hij, de achterwaartse Franse gemeenschap in de Engelse integreren waardoor het probleem van conflicterend nationalisme zou kunnen worden opgelost.

### Act of Union
In 1840 kreeg lord Durhams opvolger, lord Sydenham, de taak om de aanbevelingen in Durhams rapport te implementeren en dit resulteerde in de Act of Union die Upper en Lower Canada samenvoegde om de provincie Canada te vormen. Hoewel beide delen evenveel zeggenschap kregen in de wetgevende vergadering van de verenigde provincie, werd Engels de enige officiële taal en werden er pogingen ondernomen om de Franstalige gemeenschap volledig te verengelsen. Al snel echter werden een aantal van deze maatregelen weer ongedaan gemaakt en werd Frans wederom een van de officiële talen van Canada. Tevens kregen de leiders van de opstanden van 1837/38 amnestie en keerden verscheidenen van hen terug naar Canada.
Onder de Act of Union werden ook de relaties met de Verenigde Staten aangehaald en werden de meeste grenstwisten diplomatiek opgelost via verdragen. In de decennia die volgden, werd echter de roep om meer eenheid en interne zelfstandigheid groter. Tevens was er een wens om westwaarts over het continent uit te breiden in navolging van de Amerikaanse expansie. De grens met de VS in de westelijke gebieden werd vastgesteld langs de 49e breedtegraad, in 1858 werd de kroonkolonie Brits-Columbia opgericht en in 1866 werd deze verenigd met Vancouvereiland.

### Confederatie

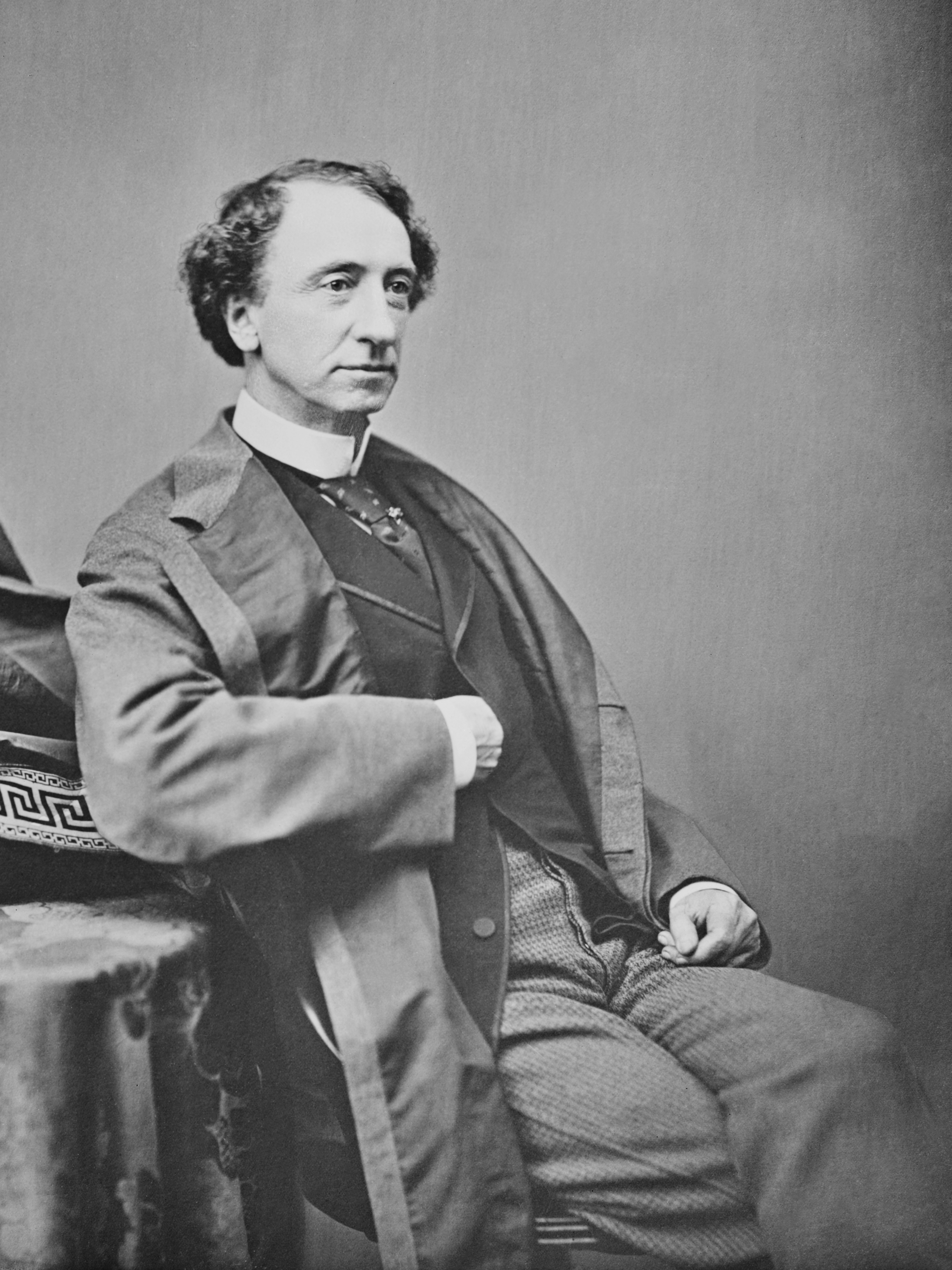
Father of Confederation en eerste minister-president van Canada Sir John A. MacDonald

Gedurende en vlak na de Amerikaanse Burgeroorlog was er bezorgdheid over mogelijke Amerikaanse expansie noordwaarts. Hoewel de provincie Canada politiek verre van stabiel was, besloten de Britten dat het in ieders voordeel was om Canada meer zelfstandigheid te verlenen. De twee invloedrijkste politieke partijen in Canada vormden in 1864 een coalitie om dit doel te bereiken en ook in de Atlantische provincies New Brunswick, Nova Scotia, Prince Edward Island en Newfoundland was er een stroming op gang gekomen die politieke eenheid voor dat gebied wilden bewerkstelligen. In datzelfde jaar, 1864, werden er in Charlottetown, Prince Edward Island en in Québec conferenties gehouden tussen vertegenwoordigers van de diverse provincies. Hoewel Prince Edward Island en Newfoundland uiteindelijk besloten niet in een confederatie met de andere provincie te treden, vormden Canada, New Brunswick en Nova Scotia in 1867 de Confederatie van Canada en dit besluit werd op 1 juli 1867 door het Britse Parlement in Londen bekrachtigd middels de British North America Act (BNA). De zo ontstane entiteit kreeg de officiële titel Dominion of Canada en 1 juli werd ingesteld als de nationale feestdag (Dominion Day, sinds 1982 Canada Day geheten.) De confederatie was zelfstandig waar het interne aangelegenheden aangaat maar het parlement in Londen had nog steeds veel zeggenschap over Canada met betrekking tot buitenlandse betrekkingen bijvoorbeeld. Ook kon alleen het Britse parlement de BNA, wat in feite Canada’s grondwet was, aanpassen na een verzoek daartoe van het Canadese parlement.

## Canada vóór de Eerste Wereldoorlog

### Métisopstanden
De eerste minister-president van het semionafhankelijke Canada werd de conservatieve John Alexander Macdonald die de regering in eerste instantie tussen 1867 en 1873 leidde. In 1869 verkreeg Canada onder zijn leiding de controle over Rupertland en de noordwestelijke gebieden die het van de Hudson's Bay Company kocht. De regering moedigde mensen aan om in de nieuw verkregen territoria nederzettingen te stichten wat al snel voor conflicten zorgde tussen de pioniers in die gebieden en de reeds daar gevestigde indianen en Métis, mensen van gemengd Frans en indiaans bloed die de nazaten zijn van vroege Franse bonthandelaren.
De Métis die rond de Red River leefden, in wat nu de provincie Manitoba is, trachtten eerst via onderhandelingen met de overheid de conflicten op te lossen maar al vlug brak er onder leiding van Louis Riel een opstand uit die door Canadese milities werd onderdrukt. Riel ontsnapte naar de VS om na ruim een decennium weer terug te keren, ditmaal naar het huidige Saskatchewan alwaar hij in 1885 wederom een opstand leidde, ditmaal tegen de nieuw gevormde North West Mounted Police. Wederom werd de militie ingeschakeld om de opstand neer te slaan en ditmaal werd Riel gevangengenomen en in november 1885 opgehangen na veroordeeld te zijn voor landverraad. Als held van de Franse gemeenschap, had Riels terechtstelling een hernieuwd Frans nationalisme tot gevolg en de kloof tussen de twee bevolkingsgroepen van het land werd weer breder.

### Groei van een natie

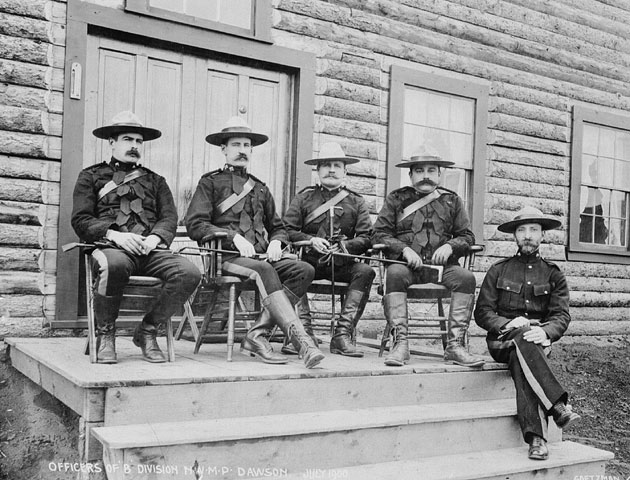
Leden van de North West Mounted Police in Yukon Territory in 1900

De eerste Métisopstand had de vorming, in 1870, van de nieuwe provincie Manitoba tot gevolg. In deze provincie, die aanvankelijk slechts een fractie van haar huidige oppervlak besloeg, kregen de Franstalige Métis en indianen dezelfde rechten als Engelstalige inwoners en ook de gelijkheid van godsdiensten werd vastgelegd. Een jaar later besloot Brits-Columbia in de confederatie te treden nadat de eis dat er een transcontinentale spoorweg zou worden aangelegd werd ingewilligd. De route van deze spoorlijn zou door het dunbevolkte Northwest Territories lopen en werd in 1885 voltooid. De transcontinentale verbinding zou, in de decennia die volgden, een essentiële rol gaan spelen in de exploitatie van het immense binnenland van Canada en de bevolkingsgroei die hand in hand ging met het toenemende belang van de treinverbinding had de vorming van de provincies Saskatchewan en Alberta tot gevolg. De North West Mounted Police, de latere Mounties, bewaarde de orde in de westelijke gebieden.
In 1873 trad ook Prince Edward Island, na de aanvankelijke weigering, toe tot de confederatie. Nadat Canada laat in de 19e eeuw ook de soevereiniteit over de Arctische eilanden van Groot-Brittannië verkreeg, controleerde het land het grootste deel van de noordelijke helft van het continent van de Atlantische Oceaan tot de Grote Oceaan met uitzondering van enerzijds het Amerikaanse Alaska en anderzijds Labrador, dat tot 1949 (samen met het eiland Newfoundland) Brits bezit bleef vooraleer het als tiende provincie tot Canada toetrad.

### Canada aan het eind van de 19e eeuw
MacDonald, die de regering van 1867 tot 1873 en van 1878 tot 1891 leidde, introduceerde een nationaal beleidsplan dat hij zijn National Policy noemde. Dit plan moest de economie van het land versterken, vooral ten opzichte van dat van de Verenigde Staten waarvan de economie vele malen groter was dan de Canadese. Het plan hield, naast de al genoemde transcontinentale spoorweg, ook protectionistische tarieven in die de industrie van het land moest beschermen. Goederen konden nu sneller en efficiënter door het immense land getransporteerd worden en vooral het geïndustrialiseerde Ontario had hier baat bij. MacDonalds beleid had als bijkomend effect dat Canada zijn onafhankelijkheid assertiever kracht bijzette.
De sterke bevolkingsgroei in de laatste jaren van de 19e eeuw en de eerste decennia van de 20e, vooral ten gevolge van immigratie vanuit Europa, hielp mee om de economische groei in Canada in die periode tot de sterkste in de wereld te maken. Een bevolkingsgroei van een andere orde vond plaats in de Northwest Territories in 1897 nadat in augustus van het jaar ervoor goud was ontdekt in een zijrivier van de Klondike. De korte maar enorme toestroom van goudzoekers noopte de regering het westelijkste deel van de Northwest Territories waar de goudkoorts plaatsvond, van de rest van het territorium af te scheiden en in 1898 werd het Yukon Territory gevormd. In 1901, nadat de Goudkoorts van Klondike haar beloop had gehad, viel het inwoneraantal in de Yukon weer sterk terug.
Hoewel immigratie vanuit Europa werd aangemoedigd, werden er stappen ondernomen om de toestroom van Aziatische immigranten aan banden te leggen. Hiertoe werden er toegangsgelden geëist van binnenkomende immigranten die vanuit China of India Canada wilden binnenkomen en werd voor een kwart eeuw na 1923 zelfs een geheel verbod op immigratie vanuit China afgekondigd. Deze maatregelen worden in de eenentwintigste eeuw gezien als een vorm van institutioneel racisme en leiden van tijd tot tijd tot protesten en een roep tot schadeloosstelling onder Aziatische groeperingen.

### Wilfried Laurier en "Canada’s Eeuw"
In 1896 werd de liberaal Wilfrid Laurier gekozen tot minister-president. Laurier wilde Canada’s nationalisme opwekken om zo een hechtere band tussen de Engelstalige en Franstalige bevolkingsgroepen te creëren. De focus, zo vond hij, moest meer op Noord-Amerika gericht zijn dan op het moederland en diens koloniale rijk. Laurier zag in Canada een wereldmacht in wording en verklaarde dat de 20e eeuw "Canada’s Eeuw" zou zijn.
Ondanks Lauriers beleid bleven er echter diepe meningsverschillen bestaan over wat de koers van het land moest zijn tussen de twee gemeenschappen. Toen Groot-Brittannië in 1899 voor de Tweede Boerenoorlog een verzoek deed tot bijdrage aan de troepenmacht in Zuid-Afrika, ontstond er hevig verzet onder de Franstaligen die geen deel wilden uitmaken van een Britse “imperiale oorlog” terwijl er onder de Engelstaligen veel animo was om aan de oorlog mee te doen. Laurier besliste uiteindelijk om, in plaats van een legermacht uit te zenden, slechts troepen die op vrijwillige basis dienden, in te zetten. Het gevoel onder de pro-Britse gemeenschap dat Laurier Canada te veel buiten de invloedssfeer van het Britse moederland wilde houden, leidde uiteindelijk tot zijn nederlaag tijdens verkiezingen in 1911 waarbij de conservatieven onder leiding van Robert Laird Borden winst boekten.
Tijdens de Imperial Conference van 1907 werd beslist dat het statuut van de kolonie Newfoundland gewijzigd werd in dat van een dominion.

## Canada in oorlog (1914–1918)

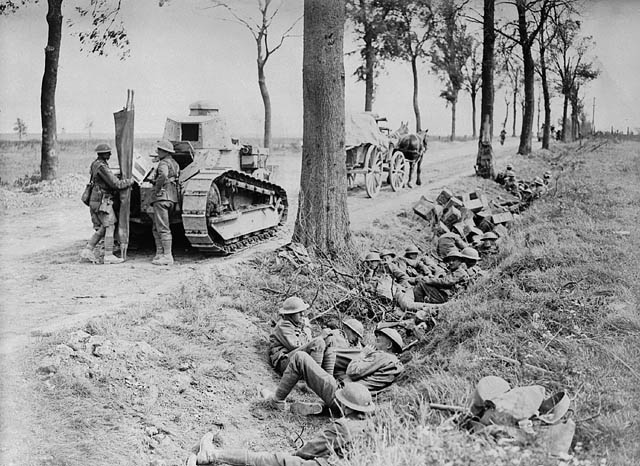
Canadese troepen dienen in de Eerste Wereldoorlog

Bij aanvang van de Eerste Wereldoorlog was Canada nog steeds slechts intern onafhankelijk van Groot-Brittannië. Buitenlandse zaken en defensie stonden bijvoorbeeld nog steeds onder de verantwoordelijkheid van het Verenigd Koninkrijk en toen op 4 augustus 1914 Groot-Brittannië de oorlog aan Duitsland en later alle Centrale Mogendheden verklaarde, werd Canada, samen met andere Britse gebieden als Australië en Nieuw-Zeeland, automatisch ook bij de oorlog betrokken. Animo om aan de oorlog deel te nemen was desalniettemin groot onder beide taalgemeenschappen en vele tienduizenden soldaten werden naar de fronten in Europa gezonden.
Na eerst een puur vrijwilligersleger op de been te hebben gebracht, noopte de lange duur van de oorlog en een afnemend aantal vrijwilligers de regering om in 1917 de dienstplicht in te voeren. De maatregel van het kabinet onder leiding van minister-president Borden, stuitte vooral in Québec op veel weerstand en de regering werd erdoor aan het wankelen gebracht. Bordens regering redde het uiteindelijk nadat het met de liberale oppositie een coalitie van nationale eenheid had gevormd. Deze coalitie behaalde onder de naam Union Party in 1917 de verkiezingswinst en Borden kon verder regeren, al bestond de regerende partij uit leden die allen de Engelstalige provincies vertegenwoordigden. Oud-minister-president Laurier, die Québec vertegenwoordigde, maakte geen deel uit van de Unionregering hoewel hij wel behoorde tot de daarvan deel uitmakende Liberale Partij.
De oorlog had als geen andere gebeurtenis tot gevolg dat er een gevoel van Canadese zelfidentiteit werd gevormd, vooral onder de Engelstalige bevolking. Aanvankelijk vielen de Canadese troepen onder direct bevel van de Britten maar later werden er volledig Canadese eenheden ingezet onder bevel van Canadese officieren. Meerdere belangrijke veldslagen hadden een Canadese inbreng maar het was de slag om een heuvelrug nabij Vimy waar Canadese troepen in de Slag om Vimy Ridge een Duitse stelling innamen die eerder tevergeefs door zowel Britse als Franse troepen was aangevallen, die zo hét symbool van de Eerste Wereldoorlog voor de Canadezen werd. Er wordt wel gezegd dat na de vorming van de confederatie in 1867, op de dag dat deze veldslag plaatsvond Canada zijn tweede geboorte onderging.
De oorlog had echter, naast een gevoel van nationale trots, tevens een hoge prijs in zowel economische als menselijke vorm. De financiële last van de oorlog werd gedeeltelijk door een "tijdelijke" inkomstenbelasting gedragen (hoewel deze nooit is afgeschaft na de oorlog) en de tol in mensenlevens beloopt rond de 60.000 gesneuvelde en ruim 150.000 gewonde Canadese soldaten. Op 6 december 1917 vond er een ramp plaats in de havenstad Halifax in Nova Scotia toen een Frans munitieschip na een aanvaring met een Belgisch schip in brand vloog en stuurloos in de richting van de haven dreef alwaar een enorme explosie het grootste deel van Halifax verwoestte. Deze ramp had, naast de directe gevolgen voor de stad, ook een impact op de oorlog daar Halifax een belangrijke schakel was in de handel tussen Noord-Amerika en Europa tijdens het conflict.
Na de Eerste Wereldoorlog verlangde (en kreeg) Canada een eigen vertegenwoordiging bij de onderhandelingen voor de totstandkoming van het Verdrag van Versailles. Canada, kreeg net als Australië, Brits-Indië, Nieuw-Zeeland en Zuid-Afrika, een eigen lidmaatschap bij de Volkenbond en behoorde tot de landen die vanaf het begin lid waren van deze organisatie. Toen Griekenland in 1922 de Grieks-Turkse Oorlog dreigde te verliezen en de Britten overwogen de Grieken militair bij te staan, weigerde Canada steun te verlenen. Dit was een duidelijk teken dat Canada een eigen buitenlands beleid voerde en niet meer automatisch met de Britten meedeed.

## Depressie en oorlog (1918–1945)
Terugkerende troepen die in Europa hadden gevochten en een groeiende vakbondsbeweging leidde in de jaren direct na de Eerste Wereldoorlog tot meerdere stakingen en enkele malen ook tot geweld tussen de autoriteiten en arbeiders. Naast de groeiende vakbonden ontstond er ook in politieke zin een verschuiving in Canada. Regionale partijen begonnen zich te vormen, zoals de Social Credit Party in Alberta, en meer populistische partijen alsmede socialistische partijen werden gecreëerd, vooral gedurende de Grote Depressie die Canada zwaar trof. Minister-president William Lyon Mackenzie King greep een politieke crisis over de ontbinding van het parlement (dat werd geweigerd door de gouverneur-generaal) aan om tijdens een conferentie van Gemenebestlanden te pleiten voor een herdefiniëring van de rol van de vertegenwoordiger van de Kroon in Canada. Ook kreeg Canada na de Westminster Conference in 1931, net als andere semionafhankelijke landen in het Britse rijk, meer autonomie hoewel het Britse parlement nog steeds het laatste woord zou blijven houden ingaande constitutionele zaken.

### De Grote Depressie
De westelijke provincies kregen de hardste klappen tijdens de depressie, mede veroorzaakt door de hechte economische band die er met de Verenigde Staten bestond. De ineenstorting van de graanmarkt veroorzaakte naast plaatselijke malaise in de prairieprovincies ook nationaal een grote economische neergang daar het Canada’s belangrijkste exportartikel betrof. Ook de industriesector in Ontario en Québec kreeg met een grote neergang te maken en de Canadese economie had na die van de VS de grootste teruggang ten gevolge van de Grote Depressie. Het duurde tot het begin van de Tweede Wereldoorlog vooraleer de economie haar peil van 1929 weer had bereikt. Tijdens de piek van de depressie was één op de vier werknemers werkloos.
MacKenzie King, de liberale minister-president, nam aanvankelijk een afwachtende houding aan in het geloof dat de depressie van korte duur zou zijn en geen overheidsinterventie behoefde. Tijdens de verkiezingen van 1930 verloor de regering echter en werd de conservatieve leider Richard Bennett de nieuwe minister-president. Bennett trachtte een beleid dat gebaseerd was op het New Dealbeleid van de Amerikaanse president Franklin Delano Roosevelt te implementeren maar dit had slechts beperkt succes. Bennett kreeg uiteindelijk de schuld van de durende teruggang van de economie en in 1935 werd opnieuw, voor de derde maal, Mackenzie King met zijn liberalen door het volk gekozen om de regering te leiden. (Mackenzie King zou uiteindelijk in de 27 jaar tussen 1921 en 1948 in totaal 21 jaar minister-president zijn en daarmee, tot nu toe, de langstzittende minister-president zijn.)
Kampen werden tijdens Bennetts regeerperiode opgezet om werkloze mannen bijvoorbeeld in te zetten voor wegenbouw en andere projecten. De slechte werkcondities in deze kampen zorgden voor een staking in 1935 in Vancouver die uiteindelijk in een landelijk volksprotest ontaardde. Honderden protesterende mensen trokken vanuit Vancouver naar Ottawa maar in Regina, de hoofdstad van Saskatchewan, werd de mars gestopt door de autoriteiten en slechts de leiders van de beweging kregen toestemming naar Ottawa te gaan om met de minister-president te onderhandelen. De onderhandelingen liepen op niets uit en na terugkomst in Regina organiseerden de demonstranten demonstraties die al snel in rellen ontaardden die bloedig werden neergeslagen door de politie. Kort hierna werden er echter hervormingen doorgevoerd door de regering en werden de kampen gesloten.

### De wereld in oorlog

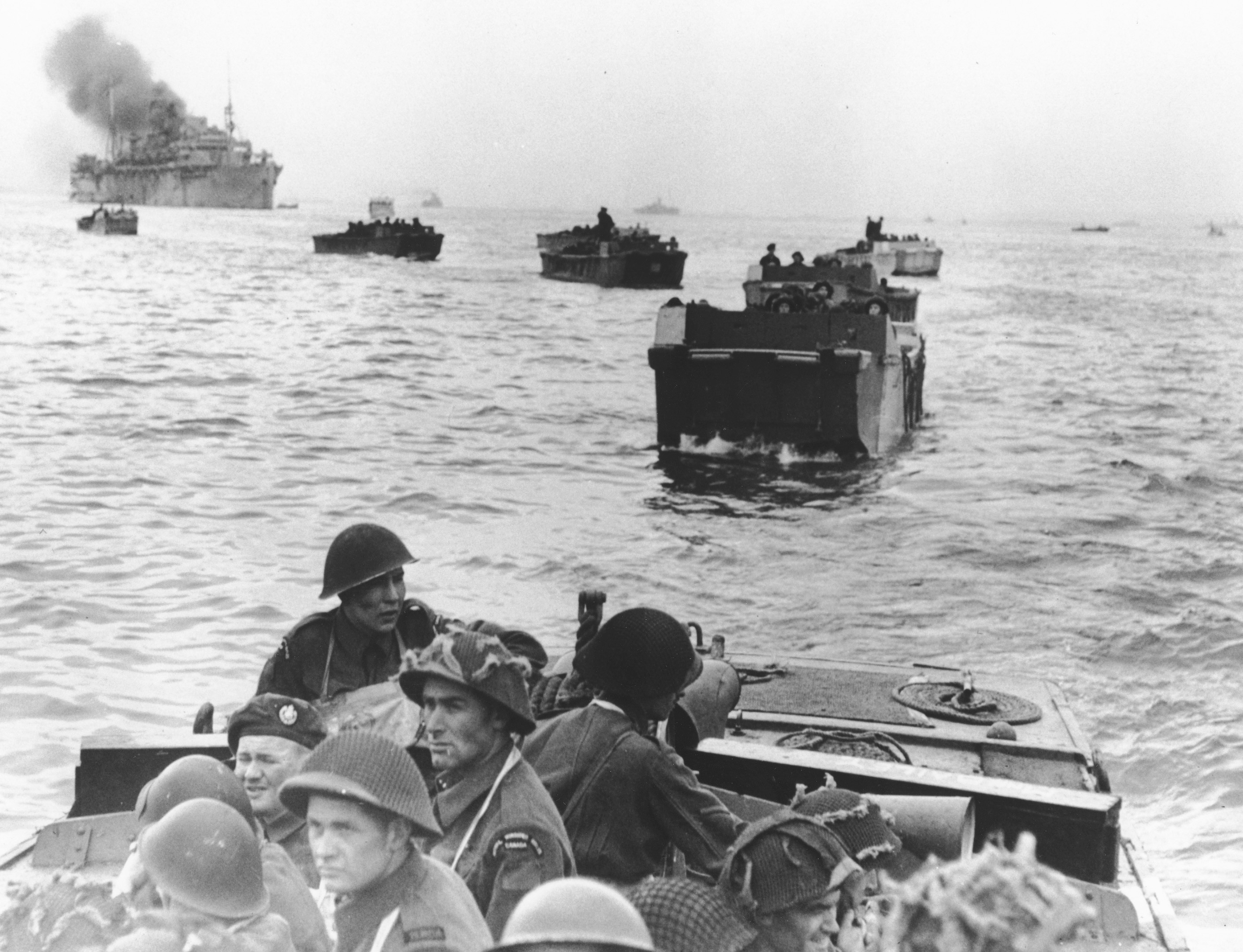
Canadese troepen in actie tijdens D-Day, 1944

In de aanloop van de Tweede Wereldoorlog nam Canada in zijn buitenlands beleid een opmerkelijk neutrale positie in nadat het sinds de Westminster Conference ook in buitenlandse zaken onafhankelijk van het moederland kon opereren. Mackenzie King verklaarde na een ontmoeting met Hitler dat er geen dreiging van Duitsland uitging en Canada verklaarde Duitsland pas een week na Groot-Brittannië de oorlog.
De Canadese oorlogsbijdrage was onevenredig groot en aan het einde van de oorlog was het land een militaire grootmacht geworden. Bijna 150.000 geallieerde piloten genoten hun training in Canada en de eerste veldslag waar Canada een significante bijdrage toe leverde, was de vergeefse verdediging van Hongkong tegen de Japanse invasie in 1941. Canadese troepen vochten nadien in diverse veldslagen, onder andere in Italië en op 6 juni 1944, D-Day, had Canada de verantwoordelijkheid voor de invasie op het strand Juno tijdens de geallieerde invasie van Normandië. Samen met de Britten en Amerikanen drongen de Canadese troepen diep Europa in en zij trokken onder meer noordwaarts waar zij in 1944/1945 een belangrijke bijdrage leverden aan de bevrijding van Nederland. In dank voor de Canadese hulp tijdens de bevrijding en het gastvrije ontvangst van de Nederlandse koninklijke familie die uiteindelijk in Canada neerstreek tijdens de bezetting, stuurt Nederland tot op de dag van vandaag ieder jaar 10.000 tulpenbollen naar Canada en wordt ter viering hiervan in Ottawa het jaarlijkse Tulpenfestival gehouden.
Net zoals tijdens de Grote Oorlog werd er aanvankelijk een vrijwilligersleger ingezet, gevolgd door een mobilisatieplan dat alleen voor de directe verdediging van Canada kon worden gebruikt. Groot verzet vanuit de Franstalige gemeenschap was hiervoor de hoofdoorzaak en anglofoon Canada verweet de Franstaligen liever thuis te blijven terwijl hun landgenoten overzees vochten voor hun vrijheid. Uiteindelijk noopte de oorlogssituatie minister-president Mackenzie King om in 1942 een volksraadpleging te houden over de invoering van algemeen dienstplicht. Engelstalig Canada stemde overwegend "ja" terwijl Québec "nee" stemde, met als eindresultaat een comfortabel "ja". Slecht weinig dienstplichtigen werden echter daadwerkelijk uitgezonden als onderdeel van de bijna 1 miljoen die dienden in de strijdkrachten.

## Canada tijdens de Koude Oorlog (1945–1968)
De Koude Oorlog die vrijwel direct na afloop van de Tweede Wereldoorlog begon, bracht Canada in militaire zaken en buitenlandse beleid dichter bij de Verenigde Staten dan in de vooroorlogse periode nadat de VS Groot-Brittannië als wereldmacht was voorbijgestreefd. Canada was een van de oprichters van de Noord-Atlantische Verdragsorganisatie en diende onder VN-vlag in de oorlog in Korea aan de zijde van de Verenigde Staten en andere bondgenoten. Ook werd samen met de VS gewerkt aan continentale veiligheid, onder andere door middel van de vorming van een uniform luchtverdedigingscommando in het kader van NORAD.
Langzaam maar zeker begon Canada ook een meer eigen koers te varen. Lester Pearson, die van 1963 tot 1968 twee minderheidsregeringen leidde, won in 1957 de vredesprijs voor zijn inzet om een diplomatieke oplossing te zoeken in de Suezcrisis tussen Egypte en de Frans-Brits-Israëlische alliantie.
Ook economisch was de koers van Canada radicaal anders dan die van de Amerikaanse buur. Canada begon een socialistisch getint beleid te voeren na de oorlog en er werd een welvaartsstaat gevormd. Dit zou later evolueren in onder meer universele, grotendeels gratis, gezondheidszorg voor elke inwoner van het land en liberale sociale zekerheidsvoorzieningen. Canada negeerde het Amerikaanse embargo tegen het Cuba van Fidel Castro en Pierre Trudeau, minister-president tussen 1968 en 1979 en 1980 tot 1984, was een openlijk sympathisant van de Cubaanse dictator.
Politiek was Canada in de naoorlogse periode tot de jaren tachtig van de 20e eeuw vooral links gericht met meerdere liberale kabinetten. Van 1957 tot 1963 was echter de conservatief John Diefenbaker minister-president en het was onder zijn regering dat alle indiaanse bewoners van het land stemrecht kregen voor algemene federale verkiezingen. De spanningen tussen Québec en de Engelstalige gemeenschap begon in de loop van de jaren zestig ook weer hoger op te lopen. In een poging om de Canadese eenheid te bewaren, stelde Pearson voor om een nieuwe Canadese vlag in te voeren die de Red Ensign, die de Union Jack en een rood veld met het Canadese wapen vertoonde, diende te vervangen. In 1965 werd uiteindelijk de huidige Esdoornvlag ingevoerd na heftige debatten tussen voor- en tegenstanders. De nieuwe vlag werd echter snel door het volk in de armen gesloten als hét symbool van het land. John Diefenbaker die tot het laatst toe vocht voor behoud van de Red Ensign weigerde tot aan zijn dood de nieuwe vlag te accepteren en bij zijn staatsbegrafenis sierde de oude vlag zijn kist.
In deze periode begon ook de roep om een grotere zelfstandigheid in Québec sterker te worden. Deze Révolution tranquille (Stille Revolutie) was aanvankelijk een vreedzame beweging om Québec te transformeren in een zelfstandig land. In 1968 werd de separatistische Parti Québécois hiertoe opgericht die in het Federale parlement onder de naam Bloc Québécois zitting heeft.

## De periode Trudeau
De regeerperiode van minister-president Trudeau is een van de meest controversiële uit de geschiedenis van Canada. Hoewel hij door velen als tot de beste minister-president gerekend wordt, zijn er ook keerzijden van zijn ambtsperiode te noemen. Economisch gezien was zijn beleid er een van neergang, gekenmerkt door socialistisch getinte programma's die de economische prestaties van Canada tot ver onder het gemiddelde van de G7 deed zakken. Ook was zijn beleid ten opzichte van Québec te veel gericht op het goedgezind houden van die provincie. Daarmee versterkte hij het separatisme van de Québecois die immer meer speciale bevoegdheden voor de provincie eisten en meestal ook kregen.

### Terreur en separatisme in Québec
Pierre Trudeau begon zijn eerste ambtsperiode als minister-president in 1968 rond welke tijd ook separatistische splintergroeperingen in Québec werden gevormd die op een meer gewelddadige wijze de onafhankelijkheid van de Franstalige provincie wilden bewerkstelligen. Het Front de Libération du Québec (FLQ) voerde al sinds 1963 een terreurcampagne die met geweld en bomaanslagen gepaard ging.
In oktober van 1970 bereikte de situatie in Québec een dieptepunt toen het FLQ twee vooraanstaande politici ontvoerde nadat enkele FLQ-leden waren gearresteerd. Trudeau riep de noodtoestand uit in de provincie en stelde een wet in werking die de regering in tijd van oorlog speciale bevoegdheden geeft. Vóór het einde van het jaar waren alle FLQ-leiders opgepakt en liep de terreurcampagne van de groep af.
Hoewel het geweld in Québec sterk afnam na de uitschakeling van het FLQ, was de afscheidingsbeweging politiek verre van over. De Parti Québécois leidde van 1976 tot 1985 de provinciale regering in Québec City onder leiding van premier René Lévesque. Lévesque voerde een beleid dat tot doel had Québec autonoom of zelfs geheel onafhankelijk te maken. Er kwam een verbod op het gebruik van Engels, en Frans werd de enige officiële taal van de provincie. De volgende stap die werd genomen was het uitroepen van een referendum over de onafhankelijkheidskwestie in 1980. Het referendum, dat een vage omschrijving van het uiteindelijke doel hanteerde, werd uiteindelijk vrij eenvoudig met 60% van de uitgebrachte stemmen verworpen.

### Relatie met de Verenigde Staten
Onder Trudeau was de relatie met de VS meer gespannen dan gewoonlijk. Canadezen vertoonden altijd al een tendens om zich tegen de machtige buur naar het zuiden af te zetten en antiamerikanisme kan zelfs gezien worden als een van de weinige echt Canadese trekjes.
Canada hield zich buiten de oorlog in Vietnam, al verkocht het wel militair materiaal aan de VS tijdens het conflict. Het werd voor mensen, die in de VS de dienstplicht ontliepen of deserteerden uit het Amerikaanse leger, makkelijk gemaakt om in Canada als immigrant opgenomen te worden en zo'n 125.000 personen maakten daar gebruik van. Aan de andere kant gingen ook enkele duizenden Canadese vrijwilligers naar de Verenigde Staten om in de Amerikaanse strijdkrachten te dienen in Vietnam en velen bleven na afloop van de oorlog in de VS en werden aldaar staatsburger.

### Canada krijgt een eigen grondwet
Hoewel Canada sinds de Westminster Conferentie in 1931 vrijwel geheel onafhankelijk was, lag het laatste woord aangaande bijvoorbeeld wijzigingen in de Canadese staatsinrichting of van de Britse wetten die Canada's grondwet vormde nog altijd bij het parlement van Groot-Brittannië. Zodoende moesten alle wetswijzigingen die Canada wilde doorvoeren nog steeds aan het parlement in Londen worden voorgelegd ter goedkeuring. Trudeaus regering wilde aan deze situatie een einde maken en op aandringen van de Canadese regering nam het Britse parlement in 1982 de Canada Act aan die alle bevoegdheden aangaande Canada volledig aan dat land liet. Trudeau voerde in dat jaar tevens het Canadian Charter of Rights and Freedoms in. Beide acties van Trudeaus regering zijn nog steeds controversieel, vooral het Charter dat op veel verzet stuitte. Om het Charter door het Canadees Parlement goedgekeurd te krijgen en door de provincies geratificeerd te krijgen, werd Trudeau gedwongen hierin een clausule op te nemen waarbij zowel provinciale regeringen als de federale overheid in Ottawa de bevoegdheid kregen delen van het Charter voor onbepaalde tijd nietig te verklaren. Deze clausule is tot op heden nog nooit gebruikt.

## Mulroney

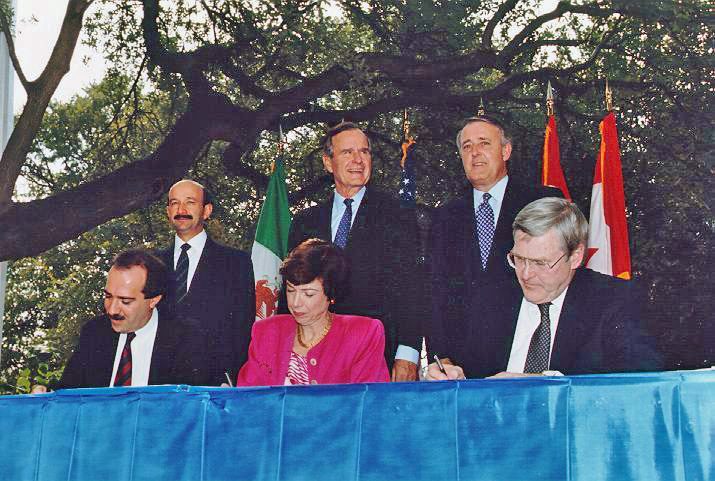
Minister-president Brian Mulroney kijkt samen met de Amerikaanse en Mexicaanse presidenten toe tijdens de ondertekening van het NAFTA-verdrag

Bij de Federale verkiezingen van 1984 werden de progressief-conservatieven van Brian Mulroney de grote winnaars. Onder Mulroney verbeterde de relatie met de Verenigde Staten aanzienlijk en Mulroney had een goede persoonlijke band met president Ronald Reagan. Een van Mulroneys doelen als minister-president was de totstandkoming van een vrijhandelsverdrag met de Amerikanen. De kwestie was niet geheel onomstreden in Canada waar tegenstanders van de overeenkomst, die uiteindelijk in 1989 werd gesloten, het Canada-United States Free Trade Agreement, de vrees uitspraken dat het Amerikaanse bedrijven te veel invloed in Canada zou geven. De overeenkomst zou enkele jaren later, in 1992, uitgebreid worden na toetreding van Mexico en de totstandkoming van het Noord-Amerikaanse Vrijhandelsovereenkomst, NAFTA.
Op buitenlands gebied liep Canada onder Mulroney meer in de pas met zijn traditionele bondgenoten en vooral met de VS en in 1990 liep Canada voorop in de veroordeling van de Iraakse bezetting van Koeweit. Canada leverde een bescheiden bijdrage aan de militaire operatie die in 1991 onder VN-vlag de troepen van Saddam Hoessein uit Koeweit verdreef. Canada leed geen verliezen ten gevolge van de oorlog maar het was de eerste maal sinds de Koreaoorlog dat Canadese troepen in gevechtshandelingen waren betrokken en de diverse liberale regeringen de nadruk op VN "vredesmissies" legden.
De door Trudeau doorgedrukte grondwet was door de provincie Québec nimmer ondertekend en in de eerste jaren van zijn minister-presidentschap probeerde Mulroney deze grondwet zodanig te wijzigen dat ze voor de Franstalige provincie beter verteerbaar werd. In 1987 werd het zogenaamde Meech Lake Akkoord gesloten en aan de 10 provincies voorgelegd maar het verkreeg niet de vereiste goedkeuring. Het vijf jaar later in Charlottetown gesloten Charlottetown-Akkoord deed een nieuwe poging de grondwet aan te passen en ditmaal werd het akkoord aan het volk voorgelegd in een nationaal referendum. De tanende populariteit van de regering, die een jaar eerder het zeer onpopulaire GST (goederenbelasting vergelijkbaar met de btw) had ingevoerd, was er mede debet aan dat dit akkoord door het referendum niet werd goedgekeurd.
De goederenbelasting, het afgekeurde Charlottetown Akkoord en een economische neergang aan het begin van de jaren 1990 leidden tot het aftreden van Mulroney ten gunste van de nieuwe leider van de progressief-conservatieven, Kim Campbell die in 1993, zij het voor een periode van slechts vijf maanden, Canada's eerste vrouwelijke minister-president werd. In de door haar voor het najaar van 1993 uitgeroepen Federale verkiezingen kregen de progressief-conservatieven echter een enorme klap te verwerken en kwam de Liberale Partij, ditmaal onder leiding van Jean Chrétien aan de macht en werd de PC gereduceerd tot slechts 2 zetels in het Federale Parlement.

## Chrétien, Martin en Harper
De mislukte pogingen om Québec met de grondwet te verzoenen en een groeiend nationalisme in de Franstalige provincie leidde in het begin van Chrétiens regeerperiode opnieuw tot een referendum over mogelijke onafhankelijkheid van Québec. Ditmaal was de uitkomst van het referendum tot op het laatste moment onzeker en uiteindelijk werd het slechts zeer nipt met 50,58% tegen 49,42% van de uitgebrachte stemmen afgewezen.
Economisch gezien ging het na de recessie van het begin van het decennium in het midden van de jaren 1990 weer beter met het land. De liberalen, die in de verkiezingscampagne van 1993 hadden beloofd de GST weer te zullen afschaffen, sloegen die belofte in de wind toen ze aan de macht waren gekomen, mede door de economisch slechte situatie van dat jaar. Het financiële beleid van de regering zorgde er echter in de loop van Chrétiens regeerperiode voor dat Canada als enige G7-lid een begrotingsoverschot kende. De waarde van de Canadese dollar was echter in diezelfde periode fors gedaald ten opzichte van de Amerikaanse munt.
Inzake volksgezondheid kwam tijdens het liberale bewind langzaamaan meer kritiek op de "universele gezondheidszorg" die, meestal gratis, iedere Canadees dezelfde zorg leverde. Vele miljarden dollars, die keer op keer in de gezondheidszorg werden gepompt, losten echter niet de steeds langer wordende wachtlijsten op en enkele provincies begonnen te experimenteren met gedeeltelijke private zorg, los van het overheidssysteem. Slechts weinig succes kwam hier echter uit voort omdat geen enkele politicus de moed had serieus het debat over het "ideale" zorgsysteem van Canada te openen. Vele artsen verlieten Canada om in de VS werkzaam te worden en in vele steden ontstond er een nopend tekort aan huisartsen en specialisten.
In 1999 kreeg de kaart van Canada een ander uiterlijk toen op 1 april van dat jaar de Northwest Territories werd opgesplitst en het oostelijk deel een semiautonoom thuisland voor de Inuit werd onder de naam Nunavut.

### 9/11 en de strijd tegen terrorisme
Gedurende de regeerperiode van Chrétien en zijn opvolger Paul Martin werd het defensiebudget keer op keer ingekrompen. Het leger kreeg aan het begin van de 21e eeuw te maken met problemen, veroorzaakt door verouderd materiaal en lage budgetten. De hoogste generaal van Canada in 2006, Generaal Rick Hillier zou deze periode een desastreus decennium noemen.
Bij de terroristische aanslagen op 11 september 2001 in de Verenigde Staten kwamen 24 Canadezen om. Na een aanslag 1985 op een vliegtuig van Air India, waarbij 329 personen waaronder 280 Canadezen omkwamen, was dit de ernstigste aanslag met meerdere Canadezen onder de slachtoffers. Canada sloot zich aan bij de Verenigde Staten in de zogeheten strijd tegen terrorisme en stuurde troepen naar Afghanistan waar zij aanvankelijk na de omverwerping van het schrikbewind van de taliban in het relatief veilige Kaboel werden ingezet.
Ook op een andere, opmerkelijke, manier kreeg Canada met de directe nasleep van 9/11 te maken. De volledige sluiting van het luchtruim boven de Verenigde Staten zorgde ervoor dat vele tientallen internationale vluchten die op weg waren naar de VS maar niet konden terugkeren naar hun vertrekplaatsen, moesten uitwijken naar vliegvelden overal in Canada (zie Operatie Yellow Ribbon). Zo kreeg vooral Gander, op Newfoundland, te maken met een overrompeling van tientallen vluchten die vele honderden passagiers in het dorpje deed stranden. Een groot deel van de inwoners van Gander namen de gestrande passagiers gastvrij op totdat het luchtruim weer werd opengesteld.
Aanvankelijk had Chrétien in de aanloop naar de invasie van Irak aan de Amerikanen verkondigd deel te zullen nemen aan de Coalition of the Willing maar op het laatste moment trok hij die belofte in. Hoewel de Irakoorlog in Canada niet bijzonder populair was, kreeg hij over zijn manier van doen wel kritiek te verwerken. Het was voor de eerste maal dat Canada tijdens een internationaal conflict niet aan de kant van zijn drie belangrijkste Engelssprekende bondgenoten (de Verenigde Staten, Groot-Brittannië en Australië) stond.

### Sponsorgate en een verenigd rechts

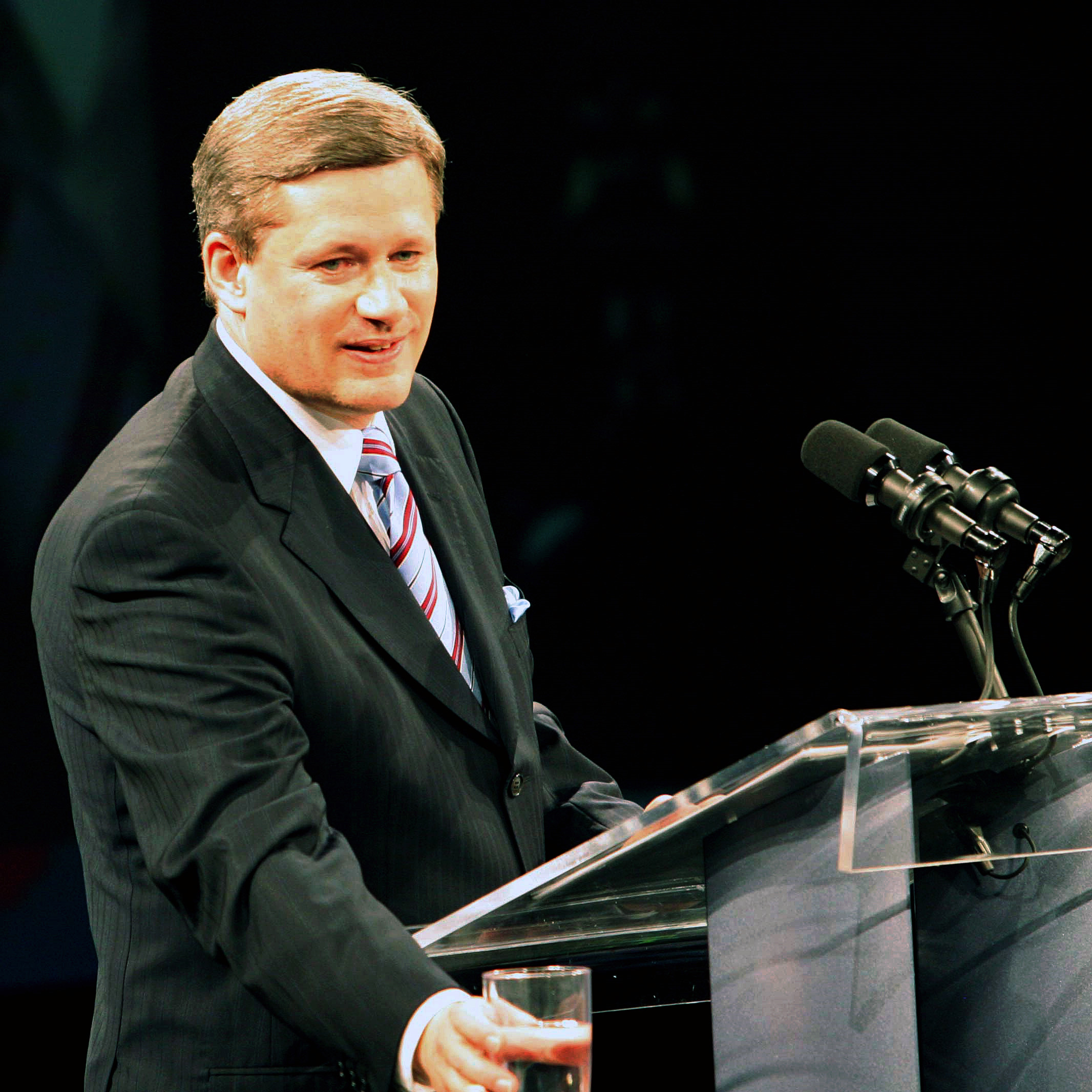
Stephen Harper, minister-president van 2006 tot 2015

Na het zware verlies van het conservatieve kamp in de verkiezingen van 1993 duurde het lange tijd voordat de rechtse partijen weer invloed van betekenis kregen. Verschillende, veelal regionale, conservatief georiënteerde partijen ontstonden zoals de Reformparty en de Canadian Alliance die in het Canadees Parlement vertegenwoordigd waren.
In 2003 kondigde Jean Chrétien na tien jaar minister-presidentschap zijn vertrek aan en werd Paul Martin gekozen als de nieuwe leider van de liberalen en dus minister-president. De liberalen ondertussen kregen te maken met een aantal schandalen en werden door velen arrogant genoemd en verweten aan machtshonger te lijden. In 2004 besloten de twee grootste conservatieve partijen, de Canadian Alliance onder leiding van Stephen Harper en de progressief-conservatieven van Peter MacKay te onderhandelen over een fusie om zo een verenigd rechtse partij te vormen als serieus alternatief tegen de van corruptie beschuldigde liberalen. Slechts enkele maanden nadat deze onderhandelingen in de vorming van de Conservatieve Partij van Canada geresulteerd hadden, riep Martin, gesteund door een comfortabele voorsprong in de peilingen, verkiezingen uit om zo zijn eigen mandaat te bemachtigen. De campagne werd gekenmerkt door aantijgingen tegen vermeend liberaal wanbeheer en een lawine aan negatieve advertenties die Stephen Harper, die inmiddels was verkozen tot leider van de nieuwe Conservatieve Partij, demoniseerde. Uiteindelijk mondde de verkiezingen uit in een liberaal minderheidskabinet met een sterk vergrote conservatieve oppositie.
Kort na de verkiezingen kwam bewijs boven water, aangedragen door de Canadese Auditor General, van een omvangrijk corruptieschandaal dat tot in de hoogste kringen van de Liberale Partij doordrong. In totaal was zo'n $250 miljoen dollar aan publieke gelden verdwenen, onder meer aan reclamebureaus in Québec die de Liberale Partij goedgezind waren en die voor onbelangrijke of zelfs fictieve projecten werden betaald in ruil voor het in een goed daglicht stellen van Canada en de Liberale Partij in het bijzonder in de afvallige Franstalige provincie.
In het licht van dit Sponsorship scandal, ook wel als Sponsorgate aangeduid, diende de conservatieve oppositie in mei 2005 in het parlement een motie in die de regering aanraadde af te treden. Alhoewel de motie nipt werd aangenomen, sloeg Martin deze in de wind omdat volgens hem de correcte procedure niet was gevolgd. In plaats van, zoals gebruikelijk, meteen na een dergelijk besluit in het parlement zelf de vertrouwenskwestie aan een stemming te onderwerpen, volgde een week van politiek touwtrekken en een constitutionele crisis was een feit. Uiteindelijk lukte het Martin om één lid van de oppositie naar de liberale fractie te trekken in ruil voor een kabinetspositie en stelde de liberale regeringspartij de vertrouwenskwestie voor die in een gelijke stemming resulteerde met als gevolg dat de voorzitter van het Canadees Lagerhuis, een liberaal, in het voordeel van de regering besliste.
Deze cynische gang van zaken kostte de liberalen veel steun en nadat in het najaar van 2005 een onderzoeksrechter een eerste rapport ingaande het Sponsorship scandal publiceerde, verenigden alle oppositiepartijen zich en werd een directe motie van wantrouwen, die het kabinet verweet geen moreel recht meer te hebben om te regeren, aangenomen en moest Martin aftreden.
In de aanloop naar de verkiezingen die voor januari 2006 werden uitgeroepen, trachtte Martin met recorduitgaves de kiezers wederom voor zich te winnen maar uiteindelijk werden de conservatieven, die met 5 kernpunten een inhoudelijke campagne voerde, in een minderheidskabinet verkozen en op 6 februari 2006 werd Stephen Harper ingehuldigd als de eerste conservatieve minister-president in meer dan 12 jaar.

### Canada onder Harper
Onder minister-president Martin besloot Canada een meer assertieve gevechtsrol in Afghanistan te spelen. Canada werd, samen met de VS en Nederland, verantwoordelijk voor de instabiele provincie van Kandahar. Deze nieuwe rol werd door de Conservatieve Partij gesteund en in 2006 bekrachtigde Harper dit met een uitbreiding van Canada's rol in Afghanistan.
Over het algemeen ambieerde Harpers kabinet een meer uitgesproken rol voor Canada in de wereld. De relatie met de VS verbeterde nadat die onder Chrétien en Martin tot een dieptepunt was gedaald. Een slepend handelsconflict over naaldhout werd beslecht.
Op binnenlands terrein voerde de conservatieve regering belastingverlagingen door; toch werd er kritiek geleverd op de grote staatsuitgaven die het kabinet in de begrotingen opnam. Verder stelde de regering zich ten doel om politieke hervormingen door te voeren die een meer transparante overheid moeten opleveren. Ook wilde ze de senaat omvormen tot een direct gekozen kamer van het parlement.

### Justin Trudeau
In 2015 werd Justin Trudeau tot 2025 de 23e premier van Canada.